# 水野涼
水野 涼（みずの りょう、1998年5月31日 ‐ ）は、群馬県桐生市出身のモーターサイクル・ロードレースライダー。
2024年シーズンはこれまで駆っていたホンダを離れ、加賀山就臣率いるTEAM KAGAYAMAよりドゥカティ・パニガーレV4 Rを駆り全日本ロードレース選手権 JSB1000及び、鈴鹿8時間耐久ロードレースに参戦することを発表した。

## 戦績
- 2008年 - 74GP初代チャンピオン。秋ヶ瀬、榛名で74Daijiroクラスチャンピオン
- 2011年 - 桶川サーキット　SP12　EXP　チャンピオン
- 2012年 - 筑波ロードレース選手権J-GP3　  ランキング2位
- 2013年 - 全日本ロードレース選手権J-GP3　ランキング7位[1]
- 2014年 - 全日本ロードレース選手権J-GP3　MuSASHi  RT  HARC-PRO.より参戦  ランキング2位[2]
- 2015年 - 全日本ロードレース選手権J-GP3 MuSASHi  RT  HARC-PRO.より参戦　シリーズチャンピオン [3]
  - ロードレース世界選手権Moto3第15戦スポット参戦
- 2016年 - 全日本ロードレース選手権J-GP2　ランキング3位　MuSASHi RT ハルク・プロ/HP6-q(クアトロ)
- 2017年-全日本ロードレース選手権J-GP2 MuSASHi  RT  HARC-PRO.より参戦 シリーズチャンピオン
  - 第40回 鈴鹿8時間耐久ロードレース 桜井ホンダより参戦  10位完走
  - ロードレース世界選手権 Moto2第15戦スポット参戦
- 2018年-全日本ロードレース選手権 JSB1000 11位
- 2019年-全日本ロードレース選手権 JSB1000 4位
- 2020年-全日本ロードレース選手権 JSB1000 4位
- 2021年-英国スーパーバイク選手権 22位
- 2022年-英国スーパーバイク選手権 23位
- 2023年-全日本ロードレース選手権 JSB1000 3位（Astemo HondaDream SI Racing ＃36）
- 2024年-全日本ロードレース選手権 JSB1000 3位(DUCATI Team KAGAYAMA #3)